# Philipomyia aprica
Philipomyia aprica (Meigen, 1820) è un insetto dell'ordine dei ditteri e della famiglia dei tabanidi.

## Descrizione

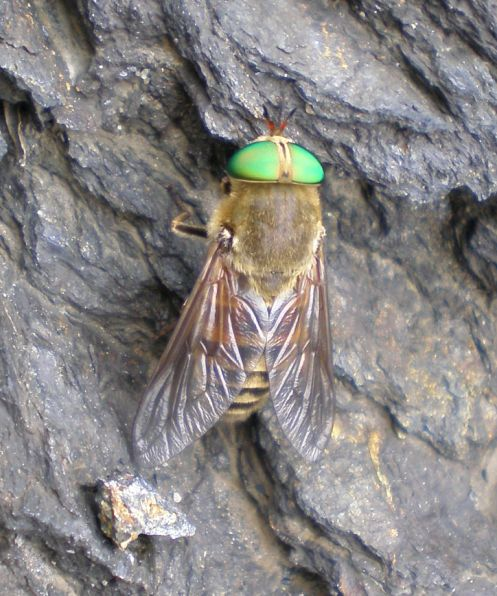
Esemplare fotografato a Canillo (Andorra)

Philipomyia aprica presenta un torace bruno e decisamente peloso, e un addome a segmenti neri terminanti con bande chiare. Ali e zampe sono giallo-brunastre, mentre gli occhi composti sono di un verde brillante.
Le femmine adulte possono raggiungere i 18 mm di lunghezza.

### Biologia
È una specie comune, frequente in alta montagna in periodo estivo; si nutre di nettare, con una predilezione per i fiori delle apiacee.

## Diffusione
È diffusa in gran parte d'Europa; la sua presenza è attestata nelle penisole iberica, italiana e balcanica, in Francia, Belgio, Europa centrale, Romania e Russia europea centrale (non contando le isole, da cui è assente). È inoltre presente in Turchia, Iran e Caucaso.